# خانه مرحوم فانی
خانه مرحوم فانی مربوط به دوره قاجار است و در اصفهان، خیابان عبدالرزاق، کوی قزوینی‌ها، کوی حاج محمد جعفر واقع شده و این اثر در تاریخ ۱۸ آذر ۱۳۵۴ با شمارهٔ ثبت ۱۱۳۷ به‌عنوان یکی از آثار ملی ایران به ثبت رسیده‌است.